# All Together Now (The Farm)
All Together Now is een nummer van de Britse band The Farm. Het is de tweede single van hun debuutalbum Spartacus uit 1991. Op 26 november 1990 werd het nummer op single uitgebracht.

## Achtergrond
The Farm-zanger Peter Hooton schreef het nummer toen hij achter in de 20 was, en las over de Kerstbestanden van 1914. "All Together Now" werd geproduceerd door Suggs, een van de oprichters en zanger van Madness. De plaat werd in een aantal landen een hit.
De plaat behaalde in thuisland het Verenigd Koninkrijk de 4e positie in de UK Singles Chart. In Australië werd de 102e positie bereikt, de VS de 7e, Duitsland de 5e,  Zwitserland de 18e positie en in de Eurochart Hot 100 de 93e positie.
In Nederland was de plaat op vrijdag 4 januari 1991 de eerste Veronica Alarmschijf van het jaar op Radio 3 en werd een grote hit in de destijds twee landelijke hitlijsten op de nationale publieke popzender. De plaat bereikte de 7e positie in de Nederlandse Top 40 en de 9e positie in de Nationale Top 100.
In België behaalde de plaat in de winter van 1990-1991 de 13e positie in de voorloper van de Vlaamse Ultratop 50 en de 17e positie in de Vlaamse Radio 2 Top 30. In Wallonië werd géén notering behaald.
De plaat wordt sinds het seizoen 1994-1995 gezongen door de supporters van de Britse voetbalclub Everton FC. Ook werd de plaat in diverse radio-en televisie reclamespots gebruikt, waaronder in 2008 in Nederland van de ING Bank. De Britse Labour Party gebruikte de plaat in een verkiezingsspot voor de Britse Lagerhuisverkiezingen 2017.